# محطة غزة لتحلية مياه البحر
محطة تحلية مياه البحر جنوب قطاع غزة (وتُعرف إعلامياً بمحطة خان يونس) هي أكبر منشأة لتحلية مياه البحر في قطاع غزة. أُنشئت لتوفير مياه شرب آمنة لأكثر من ربع مليون نسمة في خان يونس ورفح، وتعد محور الاستراتيجية الفلسطينية-الدولية لمواجهة أزمة تلوّث الخزان الجوفي الساحلي وتمليح مياهه.

## التاريخ
- 2011–2016: التخطيط والتمويل – تبنّت سلطة المياه الفلسطينية بدعمٍ من الاتحاد الأوروبي ويونيسف مشروع إنشاء محطة مركزية تعمل بالتناضح العكسي وتُنفَّذ على ثلاث مراحل.[2]
- 19 يناير 2017: تشغيل المرحلة الأولى بطاقة 6٬000 م³/يوم، تخدم 75٬000 شخص في خان يونس ورفح.[3]
- يونيو 2019: اكتمال المرحلة الثانية (14٬000 م³/يوم).
- 5 يونيو 2023: إنجاز المرحلة النهائية للتوسعة لترفع القدرة التصميمية إلى 20٬000 م³/يوم، بما يغطي 250٬000 نسمة، وفق إعلان مشترك من الاتحاد الأوروبي ويونيسف.[4]
- ديسمبر 2024: إعادة تشغيل إسعافي بعد انقطاع الكهرباء خلال الحرب، بجهود يونيسف وسلطة الطاقة.[5]
- 10 مارس 2025: قطع التيار – قررت إسرائيل وقف تزويد المحطة بالكهرباء، ما خفّض إنتاجها إلى 2٬700 م³/يوم فقط.[6]
- 22 يناير 2025: أضرار الحرب – أعلنت سلطة المياه أن الدمار في مكونات المحطة تجاوز 90٪ بعد استخدام الموقع كقاعدة عسكرية خلال القتال.[7]

## التقنية والقدرة
- تستخدم المحطة التناضح العكسي على مرحلتين مع نسبة استرداد 45٪.
- الاستهلاك الاسمي للطاقة 4 ك.و.س/م³، ويُغطَّى جزئياً بوحدات طاقة شمسية (1.2 م.و) مثبتة على الأسطح.
- يُضخ الماء المُحلى إلى خزان توازُن ثم يُمزَج بمياه جوفية معالجة لرفع القلوية قبل الضخ في الشبكة.

## التمويل والشراكات
بلغ إجمالي استثمارات الاتحاد الأوروبي نحو 30 مليون يورو حتى 2023، إضافةً إلى مساهمات النرويج، والبنك الإسلامي للتنمية، ويونيسف التي تولت الإشراف الفني وشراء المعدات «ثنائية الاستخدام».

## الأزمات والتحديات
- أزمة الطاقة: يعتمد التشغيل الكامل على إمداد ثابت قدره 2 ميغاواط، وهو غير متوافر بسبب الحصار وانقطاع التيار.
- قيود الاستيراد: تصنَّف معظم معدات التحلية «مزدوجة الاستخدام» ما يتطلب موافقات أمنية إسرائيلية طويلة الأمد.[9]
- أضرار الحرب 2023–2025: القصف أدى إلى تدمير خطوط الأنابيب الرئيسية وأجهزة الضغط العالي، مع تقدير إعادة التأهيل بـ5 ملايين دولار.[7]

## الأثر الاجتماعي
قبل أحداث طوفان الاقصى وحرب العدوان الإسرائيلية على غزة كانت المحطة توفِّر 90 لتراً من المياه المعقمة يومياً للفرد، مما خفّض إنفاق الأسر على شراء مياه الصهاريج بنسبة 60٪، وساهم في إبطاء تدهور الخزان الجوفي الساحلي.

## خطط مستقبلية
أقرَّت سلطة المياه الفلسطينية خطة لإضافة وحدات تحلية متنقلة وزيادة الاعتماد على الطاقة الشمسية إلى 80٪، رهناً بتأمين تمويل إضافي وإزالة ركام الحرب بحلول 2026.

## وصلات خارجية
- بيان يونسيف حول توسعة 2023
- بيان الاتحاد الأوروبي عن المرحلة الأولى 2017